# Walter Krause (Fußballspieler, 1896)
Walter Krause, genannt „Wakra“ (* 14. März 1896 in Hamburg; † 28. April 1948 ebenda), war ein deutscher Fußballspieler, auf der Außen- und Mittelläuferposition.

## Karriere

### Vereine
Walter Krause, gebürtiger Hamburger, begann seine Vereinskarriere bei dem Fußballverein SC Victoria Hamburg, von dem er 1921 zum größten damaligen Konkurrenten Holstein Kiel wechselte. Er gewann die „Kriegsmeisterschaft“ 1917/18 in Norddeutschland, die mit den Bezirks-Auswahlmannschaften ausgespielt wurde, mit Hamburg/Altona gegen Wilhelmshaven und 1918/19 mit der Spielgemeinschaft Victoria/88 Hamburg am 1. Juni 1919 in Bremen gegen den einheimischen Bremer SC. In den Jahren 1922 und 1923 reichte es mit Holstein Kiel jeweils hinter dem Hamburger SV zur Vizemeisterschaft in Norddeutschland. Krause glänzte als Techniker und war ein ausgezeichneter Kombinationsspieler. Er lief zwei Jahre lang für den Kieler Verein auf und kehrte 1923 zur Victoria zurück. Nach dem Ende seiner Karriere blieb er in Hamburg, wo er 1948 starb.

### Auswahl-/Nationalmannschaft
Den ersten Einsatz in der Norddeutschen Auswahl im Wettbewerb des Kronprinzenpokals, hatte der Hamburger am 29. März 1918 beim mit 3:0 gewonnenen Halbfinal-Spiel gegen Westdeutschland auf der Mittelläuferposition. Das Finale am 19. Mai gewann Brandenburg in Berlin mit 3:1 Toren nach Verlängerung. Da spielte „Wakra“ linker Außenläufer, die Mittelläuferposition bekleidete sein Mannschaftskamerad Ernst Eikhof. In der Runde 1918/19 nahm Norddeutschland im Halbfinale erfolgreich Revanche an Brandenburg und gewann klar mit 5:1 Toren in Hamburg. Am 8. Juni 1919 folgte in Berlin der Triumph im Endspiel gegen Süddeutschland mit 5:4 Toren. Krause spielte linker Läufer und im Sturm setzten sich Franz Esser, Otto Harder und Adolf Jäger erfolgreich durch. Das Erlebnis des Bundespokal-Finales im Jahre 1922 vor heimischer Kulisse am 5. März in Hamburg gegen Süddeutschland wird Krause aber nicht in so guter Erinnerung behalten haben. Das unter Leitung von Schiedsrichter Peco Bauwens absolvierte Endspiel gewann die Fürther/Nürnberger-Kombination für Süddeutschland überaus deutlich mit 0:7 Toren. Die Tore teilten sich Andreas Franz (SpVgg Fürth) mit vier und Heinrich Träg (1. FC Nürnberg) mit drei Treffern. Insgesamt lief Walter Krause 31-mal für Norddeutschland auf, davon bestritt er in den Jahren 1918 bis 1923 in den Länderpokalvergleichen 13 Spiele.
Krause spielte das erste Mal am 24. Oktober 1920 beim 1:0-Sieg im Berliner Grunewaldstadion gegen Ungarn für die deutsche Auswahlmannschaft. Nach seinem Wechsel nach Kiel wurde er noch fünf weitere Male für das Nationalteam berücksichtigt. Als er seinen zweiten Einsatz am 18. September 1921 in Helsingfors beim 3:3 gegen Finnland hatte, feierte Sepp Herberger sein Debüt und der Nürnberger Hans Kalb lief als Mittelstürmer (!) auf. Das letzte Mal wurde Krause am 16. Juni 1924 beim 2:0-Sieg in Oslo gegen Norwegen für Hans Sutor in der 68. Minute eingewechselt. Erstmals war offiziell ein Ersatzspieler für die Nationalmannschaft nominiert worden. Krause wurde in allen sechs Länderspielen als Außenläufer aufgestellt.